# James Wright McGibbon
Pour les articles homonymes, voir James Wright, Wright et McGibbon.
James Wright McGibbon (5 décembre 1901-10 octobre 1965) est un marchand de bois et homme politique fédéral du Québec.

## Biographie
Né à Lachute dans la région des Laurentides, James Wright McGibbon entama sa carrière politique par son élection à titre de candidat libéral dans la circonscription d'Argenteuil lors des élections de 1940 contre le député conservateur Georges-Henri Héon. Tentant une réélection en 1945, il sera défait par celui qu'il avait délogé cinq ans auparavant et qui se présentait maintenant sous la bannière de progressiste-conservateur indépendant.
Il est également échevin au conseil municipal de la ville de Lachute pendant 6 ans. 